# The Tom and Jerry Comedy Show
The Tom and Jerry Comedy Show este un program animat de televiziune produs de Filmation în asociere cu MGM Television în 1980, pe CBS pentru sâmbetele de dimineață. Serialul a durat 1 sezon și episoadele individuale au fost eventual adăugate la pachete Tom și Jerry sindicate, și de asemenea au apărut ocazional pe Cartoon Network și Boomerang. Majoritatea rolurilor sunt dublate de Frank Welker (Tom, Jerry, Spike, Tyke, Droopy, McWolf, Barney Bear), iar Tuffy e dublat de Lou Scheimer.
A fost a cincea încarnare a francizei Tom și Jerry, și a doua producție făcută pentru televiziune. Această versiune i-a reintrodus nu numai pe Spike, Tyke și Tuffy, dar și pe alte câteva staruri MGM. Fiecare episod conținea două desene cu Tom și Jerry și unul cu Droopy care avea și alte personaje cum ar fi McWolf (aici numit "Slick Wolf") și Barney Bear. Spike din Tom și Jerry a fost folosit în multe dintre aceste episoade cu Droopy de asemenea, înlocuindu-l pe celălalt buldog "Spike" care a fost creat de Tex Avery pentru desenele vechi Droopy, care nu a fost folosit ca un personaj separat aici. Încă pierdută a fost "Red Hot Riding Hood", care nu a reapărut până în următorul serial de televiziune Tom și Jerry, Tom și Jerry în copilărie, în 1990. Personajele care nu au fost văzute în acest serial sunt: Mami DoiPantofi, Butch, Toodles Galore, Fulger, Topsy, Cap-Sec, George și Joan.

## Lista episoadelor
|            |    |                                           |  |  |
| SEZONUL 1  |    |                                           |  |  |
|            |    |                                           |  |  |
| 06.09.1980 | 01 | Farewell, Sweet Mouse                     |  |  |
| 06.09.1980 | 01 | Droopy's Restless Night                   |  |  |
| 06.09.1980 | 01 | New Mouse in the House                    |  |  |
|            |    |                                           |  |  |
| 13.09.1980 | 02 | Heavy Booking                             |  |  |
| 13.09.1980 | 02 | Matterhorn Droopy                         |  |  |
| 13.09.1980 | 02 | The Puppy Sitter                          |  |  |
|            |    |                                           |  |  |
| 20.09.1980 | 03 | Most Wanted Cat                           |  |  |
| 20.09.1980 | 03 | Pest in the West                          |  |  |
| 20.09.1980 | 03 | Cat in the Fiddle                         |  |  |
|            |    |                                           |  |  |
| 27.09.1980 | 04 | Invasion of the Mouse Snatchers           |  |  |
| 27.09.1980 | 04 | The Incredible Droop                      |  |  |
| 27.09.1980 | 04 | The Plaid Baron Strikes Again             |  |  |
|            |    |                                           |  |  |
| 04.10.1980 | 05 | Incredible Shrinking Cat                  |  |  |
| 04.10.1980 | 05 | Scared Bear                               |  |  |
| 04.10.1980 | 05 | When the Rooster Crows                    |  |  |
|            |    |                                           |  |  |
| 11.10.1980 | 06 | School for Cats                           |  |  |
| 11.10.1980 | 06 | Disco Droopy                              |  |  |
| 11.10.1980 | 06 | Pier Piper Puss                           |  |  |
|            |    |                                           |  |  |
| 18.10.1980 | 07 | Under the Big Top                         |  |  |
| 18.10.1980 | 07 | Lumber Jerks                              |  |  |
| 18.10.1980 | 07 | Gopher It, Tom                            |  |  |
|            |    |                                           |  |  |
| 25.10.1980 | 08 | Snowbrawl                                 |  |  |
| 25.10.1980 | 08 | Getting the Foot                          |  |  |
| 25.10.1980 | 08 | Kitty Hawk Kitty                          |  |  |
|            |    |                                           |  |  |
| 01.11.1980 | 09 | Get Along, Little Jerry                   |  |  |
| 01.11.1980 | 09 | Star-Crossed Wolf                         |  |  |
| 01.11.1980 | 09 | Spike's Birthday                          |  |  |
|            |    |                                           |  |  |
| 08.11.1980 | 10 | No Museum Peace                           |  |  |
| 08.11.1980 | 10 | A Day at the Bakery                       |  |  |
| 08.11.1980 | 10 | Mouse Over Miami                          |  |  |
|            |    |                                           |  |  |
| 15.11.1980 | 11 | The Trojan Dog                            |  |  |
| 15.11.1980 | 11 | Foreign Legion Droopy                     |  |  |
| 15.11.1980 | 11 | Pie in the Sky                            |  |  |
|            |    |                                           |  |  |
| 22.11.1980 | 12 | Save that Mouse                           |  |  |
| 22.11.1980 | 12 | Old Mother Hubbard                        |  |  |
| 22.11.1980 | 12 | Say What?                                 |  |  |
|            |    |                                           |  |  |
| 29.11.1980 | 13 | Superstocker                              |  |  |
| 29.11.1980 | 13 | Droopy's Great Luck Charm                 |  |  |
| 29.11.1980 | 13 | The Great Mousini                         |  |  |
|            |    |                                           |  |  |
| 06.12.1980 | 14 | Jerry's Country Cousin                    |  |  |
| 06.12.1980 | 14 | The Great Diamond Heist                   |  |  |
| 06.12.1980 | 14 | Mechanical Failure                        |  |  |
|            |    |                                           |  |  |
| 13.12.1980 | 15 | A Connecticut Mouse in King Arthur's Cork |  |  |
| 13.12.1980 | 15 | The Great Train Rubbery                   |  |  |
| 13.12.1980 | 15 | Stage Struck                              |  |  |

## Difuzarea în lumea întreagă
| Țara           | Canalul(ele)                    |
| -------------- | ------------------------------- |
| Marea Britanie | Channel 4                       |
| Statele Unite  | CBS                             |
| Franța         | France 4                        |
| Mexic          | XHGC Televisa                   |
| Australia      | ABC1 ABC2 ABC3                  |
| Polonia        | TVN Style                       |
| Cehia          | Barrandov TV                    |
| Finlanda       | Nelonen                         |
| Suedia         | SVT                             |
| Thailanda      | TrueVisions                     |
| Cipru          | Cyprus Broadcasting Corporation |
| Grecia         | Star Channel                    |
| Africa de Sud  | DSTV                            |
| Serbia         | Happy TV                        |
| Brazilia       | SBT                             |
| Turcia         | Planet Çocuk                    |

## Legături externe
- Internet Movie Database